# Jeleń (jezioro w powiecie szczecineckim)
Jeleń – jezioro w województwie zachodniopomorskim, w powiecie szczecineckim, w gminie Borne Sulinowo, leżące na terenie Pojezierza Szczecineckiego. Po wschodniej stronie jeziora znajduje się grodzisko wczesnośredniowieczne.

## Dane morfometryczne
Powierzchnia zwierciadła wody według różnych źródeł wynosi od 16,0 ha do 17,9 ha.
Zwierciadło wody położone jest na wysokości 141,1 m n.p.m. lub 141,3 m n.p.m. Średnia głębokość jeziora wynosi 1,0 m, natomiast głębokość maksymalna 2,2 m.

## Hydronimia
Według urzędowego spisu opracowanego przez Komisję Nazw Miejscowości i Obiektów Fizjograficznych (KNMiOF) nazwa tego jeziora to Jeleń. Na niektórych mapach topograficznych wymieniana jest oboczna nazwa jeziora – Jelonek.